# Нижние Сунары
Ни́жние Суна́ры (чув. Анат Сăнар) — деревня в Ядринском районе Чувашской Республики. Входит в состав Советского сельского поселения.

## География
Находится в западной части Чувашии, на расстоянии приблизительно 23 км на восток-юго-восток по прямой от районного центра города Ядрин на левобережье речки Ербаш.

## История
Известна с 1795 года, когда здесь было учтено 15 дворов. В XIX веке околоток деревни Янасалы (ныне село Александровское Моргаушского района). В 1858 году было учтено 89 жителей, в 1906 — 39 дворов, 189 жителей, в 1926 — 75 дворов, 392 жителя, в 1939—411 жителей, в 1979—223. В 2002 году было 56 дворов, в 2010 — 36 домохозяйств. В 1930 году был образован колхоз «Новый путь», в 2010 действовал СХПК «Шуматовский».

## Население
Постоянное население составляло 133 человека (чуваши 98 %) в 2002 году, 96 в 2010.